# Silnik o przeciwległych cylindrach

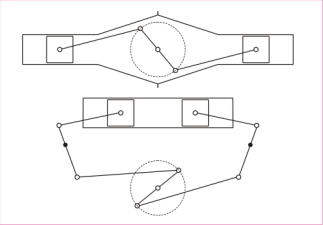
Od góry: schemat kinematyczny silników o przeciwległych cylindrach z rozdzielną (bokser) i niżej, wspólną (silnik dwutłokowy) komorą spalania. Jest to silnik o wtrysku pośrednim.

Zasada działania silnika typu „bokser”

Zasada działania silnika o przeciwległych cylindrach

Silnik o przeciwległych cylindrach – silnik spalinowy wielocylindrowy o parzystej liczbie tłoków, w którym cylindry usytuowane są na wspólnej osi.
Silniki takie mogą być przeciwbieżne, gdy każdy z tłoków ma swoją komorę spalania (bokser) albo współbieżne ze wspólną lub rozdzielną komorą spalania. Układ ten zapewnia niższy niż w konwencjonalnych silnikach poziom hałasu i wibracji oraz niższy spadek mocy. Wszystko to w związku z procesem znoszenia się sił działających na tłoki. Konstrukcja takiego silnika jest jednak dość skomplikowana, z powodu duplikacji niektórych układów takich jak rozrząd (podobnie jak w układach V), przez co jest droga i stosunkowo rzadko stosowana.
Dodatkowymi zaletami są znacznie mniejsza długość i wysokość takiego silnika, zwarta konstrukcja pozwalająca na zastosowanie do budowy jego kadłuba lekkiego materiału (aluminium) oraz sposób zamontowania w komorze silnikowej taki, że środek ciężkości silnika znajduje się bardzo nisko, dzięki czemu środek ciężkości samochodu znajduje się również niżej.
Silniki tego typu znane pod nazwą „silnik bokser” tradycyjnie stosowane są w motocyklach firmy BMW czy samochodach firm Subaru, Porsche, oraz starszych modelach Alfa Romeo czy Volkswagen Garbus. Znajdują również zastosowanie w lotnictwie lekkim (Lycoming, Continental, Rotax).